# ریچارد اتکینسون (روان‌شناس)
ریچارد چَـتِـم اَتکینسون (انگلیسی: Richard Chatham Atkinson؛ زادهٔ ۱۹ مارس ۱۹۲۹) روان‌شناس، پژوهشگر، و استاد دانشگاه اهل ایالات متحده آمریکا است. او رئیس و معاون دانشگاه کالیفرنیا، و رئیس سابق دانشگاه کالیفرنیا، سن دیگو بوده‌است.

## زندگی‌نامه
اَتکینسون با عهده‌دار شدن کرسی استادی در دانشگاه استنفورد آغاز کرد. وی در آنجا با پاتریک سپس تجربه به‌کارگیری رایانه را برای آموزش ریاضیات، آموزش مدرسه ابتدایی پالو آلتو، کالیفرنیاو همچنین برنامه آموزش تیزهوشان در دانشگاه استنفورد به عنوان پایه‌گذاری اولیه کارشان شروع کردند.
در پی سال‌ها فعالیت اَتکینسون آخرین رئیس انجمن پیشبرد علوم آمریکا و همچنین کرسی ریاست انجمن دانشگاه‌های آمریکایی را همراه با میراثی از جوایز و قله افتخارات علمی آمریکا را نصیب خود کرده‌است. اکنون همه این جوایز و مدال‌ها سالن اَتکینسون در مؤسسه کالیفرنیا مخابرات و فناوری اطلاعات در دانشگاه کالیفرنیا در سن دیگو را آراسته‌است.
وی همچنین برندهٔ جوایزی همچون کمک‌هزینه گوگنهایم شده‌است.